# Matteo Maruffo
Matteo Maruffo (Génova, Italia, circa 1350) fue un almirante genovés que tuvo un papel muy relevante en la batalla de Chioggia, cuando comandó una escuadra destinada a reforzar la ciudad, que se encontraba sitiada por los venecianos. En Génova es considerado uno de sus héroes navales.
La llegada de la flota de Matteo Maruffo a Chioggia, el 14 de mayo de 1380, supuso un gran alivio entre las tropas que se encontraban defendiendo la posición. Sin embargo, esta se produjo con cierto retraso, provocado por la confrontación con una escuadra enemiga, a la que consiguió vencer tras una impetuosa contraofensiva, consiguiendo capturar cinco galeras venecianas y numerosos efectivos.
La flota llegó  poco después a las cercanías de la isla de Brondolo, ya en Chioggia. En ese momento los venecianos ya habían recuperado gran parte de la isla, por lo que Marruffo se vio obligado a permanecer con sus barcos en un puerto fortificado desde el cual rechazar las escaramuzas enemigas. Tras más de un mes defendiendo la ciudad, Maruffo tuvo que ceder y, el 24 de junio, los genoveses de Chioggia se rindieron.